# Лукас Пакета
Лукас Толентино Коельо ди Лима (на португалски: Lucas Tolentino Coelho de Lima), известен като Лукас Пакета (браз. произношение: [ˈlukas pakɛˈta]), роден на 27 август 1997 г. е бразилски футболист, атакуващ полузащитник на лондонския Уест Хям  и националния отбор по футбол на Бразилия.

## Национален отбор
На 8 септември 2018 година дебютира за националния отбор по футбол на Бразилия в приятелски мач срещу САЩ.. 
На 23 март 2019 година вкарва първия си гол за Бразилия срещу Панама.
Бележи четвъртия гол за Селесао в 1/8 финала с Южна Корея на световно първенство през 2022 г. в Катар.

## Постижения
Бразилия
- Носител на Копа Америка: 2019[3]
- Финалист на Копа Америка: 2021

Фламенго
- Шампион на щата Рио де Жанейро: 2017[4]
- Финалист в Южноамериканската купа: 2017